# Sistematización (Rumania)

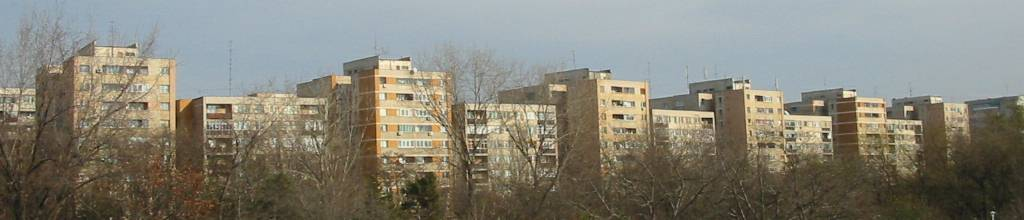
El panorama urbano u horizonte edilicio (skyline) de varias ciudades rumanas -comenzando por la propia ciudad de Bucarest- se vio afectado por los bloques de apartamentos uniformizados o estandarizados, tal como se muestra en esta fotografía de edificios de la capital rumana.

La sistematización (en rumano: sistematizare) se refiere a un programa de planificación urbana realizado en Rumania durante el gobierno comunista de Nicolae Ceauşescu.

## Historia
Durante su visita oficial a la Corea del Norte del líder supremo Kim Il-sung en 1971, Ceauşescu se impresionó por el grado de movilización ideológica y de masividad que caracterizaba al régimen norcoreano, por lo que al regreso decidió implementar algo al respecto en su propio país.
Comenzando en 1974, la sistematización consistió en gran medida en la demolición y posterior reconstrucción de aldeas, pueblos y ciudades -total o parcialmente- con el presunto y hasta pomposo propósito de convertir a Rumania en una “sociedad socialista multilateralmente desarrollada”. La sistematización comenzó como un programa de reubicación rural. El plan original consistía en llevar las ventajas de la era moderna al campo rumano. Durante algunos años, los pobladores rumanos habían estado desplazándose hacia las ciudades (incluyendo al propio Ceauşescu). La política de sistematización llamó a duplicar el número de ciudades rumanas para el año 1990.
Sin embargo y, debido a que no se respetaron los tradicionales valores rurales rumanos ni se implementó un urbanismo adecuado desde el punto de vista arquitectónico, en la actualidad se tiende a creer que la sistematización terminó siendo negativa y hasta desastrosa para Rumania y que la misma habría sido uno de los principales factores que contribuyeron a la inusualmente violenta caída del régimen de Ceauşescu durante la denominada Revolución rumana de 1989.
Cientos de aldeas debían convertirse en centros urbanos industriales a través de la inversión en escuelas, clínicas médicas, viviendas e industria. Como parte de este plan, las pequeñas aldeas (típicamente aquellas con poblaciones inferiores a los 1000 habitantes), fueron consideradas como “irracionales”, y fueron seleccionadas para la reducción de sus servicios públicos o la evacuación forzada de sus respectivas poblaciones, antes de la eventual destrucción física de las mismas. Con frecuencia, tales medidas fueron extendidas a pueblos mayores, con el propósito de urbanizarlos, mediante la demolición de algunos de los edificios más viejos y su reemplazo por modernos edificios o bloques de apartamentos de varios pisos. No obstante, a la mayoría de los campesinos les disgustaron estas políticas.
Aunque el plan de sistematización se extendía, por lo menos en teoría, a todo el país, los trabajos iniciales se centraron en torno a la región rumana de Moldova (no confundir con la entonces RSS de Moldavia ni con la actual república independiente del mismo nombre. También afectó a algunas localidades tales como Scorniceşti (en el condado de Olt), la propia aldea nativa de Ceauşescu. En la misma, tan sólo el hogar familiar de los Ceauşescu se salvó y fue dejado en pie.
La primera etapa de la sistematización disminuyó en gran medida para 1980, punto en el que sólo un 10% de las nuevas viviendas eran construidas en áreas rurales. Debido a la falta de presupuesto, en varias regiones la misma no constituyó ningún plan efectivo, ni bueno ni malo, para el desarrollo. Por el contrario, constituía una barrera contra un crecimiento regional orgánico.
Las nuevas edificaciones debían tener por lo menos dos pisos de altura, de manera que los campesinos no pudiesen construir pequeñas casas. Los patios fueron a 250 metros cuadrados (similares a un terreno de 16 m x 16 m) y los lotes agrícolas privados fueron prohibidos dentro de las aldeas. A pesar del obvio impacto económico que tendría tal esquema de agricultura de subsistencia, luego de 1981 se dispuso que las aldeas debían ser autosuficientes respecto de su producción de alimentos.
A mediados de los años 1980 el concepto de sistematización encontró una nueva vida, esta vez debido a que se lo aplicó principalmente al área de la ciudad de Bucarest. Las aldeas cercanas fueron demolidas, con frecuencia debido a la eventual construcción de proyectos a gran escala como el canal fluvial que conectaría la capital rumana con el río Danubio, los cuales no obstante serían abandonados por el posterior gobierno poscomunista rumano. Unos 8 km² del centro histórico de Bucarest fueron destruidos. La campaña de demolición (denominada Ceauşima) implicó el derrumbe de varios monumentos, incluyendo 3 monasterios, 20 iglesias, 3 sinagogas, 3 hospitales, 2 teatros y un destacado estadio de estilo Art Deco. La misma también involucró el desalojo de 40.000 personas con tan sólo un único día de aviso previo antes de ser relocalizados en nuevos hogares, para hacer lugar para el grandioso Centrul Civic (“Centro Cívico”) y el inmenso Palacio del Pueblo (el cual en la actualidad es la sede del Parlamento rumano), y se alega que este último es el segundo edificio más grande del mundo, siendo sólo superado en tamaño por El Pentágono.
La política de sistematización -especialmente en lo referido a la destrucción de históricas iglesias y monasterios- recibió las protestas de varias naciones, especialmente Hungría y la entonces Alemania Occidental, cuyos gobiernos estaban preocupados respecto de sus respectivas minorías nacionales en la región de Transilvania. 
Al margen de algunas de estas protestas, Ceauşescu se mantuvo en relativos buenos términos con los Estados Unidos y las otras potencias occidentales casi hasta el final. De esa forma podía mantener una posición política relativamente independiente de la Unión Soviética, en cierto grado contrarrestando el excesivamente dominante peso que esta última tenía detrás de la denominada Cortina de Hierro durante los años de la Guerra Fría.